# Wereldkampioenschap handbal mannen
Het wereldkampioenschap handbal voor mannen wordt sinds 1938 georganiseerd door de Internationale Handbalfederatie (IHF).

## Geschiedenis
De eerste editie van het wereldkampioenschap voor mannen vond plaats in 1938 in Duitsland. Het gastland werd de eerste wereldkampioen. De huidige wereldkampioen is Denemarken, dat in 2025 Kroatië versloeg in de finale. Kroatië won het toernooi in totaal zes keer en is daarmee recordhouder. Tot op heden is Qatar het enige niet-Europese land dat een medaille (zilver in 2015) wist te veroveren op het wereldkampioenschap.

## Erelijst
| Jaar | Gastheer                |  | Goud              | Zilver            | Brons             |
| ---- | ----------------------- |  | ----------------- | ----------------- | ----------------- |
| 1938 | Duitsland               |  | Duitsland         | Oostenrijk        | Zweden            |
| 1954 | Zweden                  |  | Zweden            | West-Duitsland    | Tsjecho-Slowakije |
| 1958 | Oost-Duitsland          |  | Zweden            | Tsjecho-Slowakije | Duitsland         |
| 1961 | West-Duitsland          |  | Roemenië          | Tsjecho-Slowakije | Zweden            |
| 1964 | Tsjecho-Slowakije       |  | Roemenië          | Zweden            | Tsjecho-Slowakije |
| 1967 | Zweden                  |  | Tsjecho-Slowakije | Denemarken        | Roemenië          |
| 1970 | Frankrijk               |  | Roemenië          | Oost-Duitsland    | Joegoslavië       |
| 1974 | Oost-Duitsland          |  | Roemenië          | Oost-Duitsland    | Joegoslavië       |
| 1978 | Denemarken              |  | West-Duitsland    | Sovjet-Unie       | Oost-Duitsland    |
| 1982 | West-Duitsland          |  | Sovjet-Unie       | Joegoslavië       | Polen             |
| 1986 | Zwitserland             |  | Joegoslavië       | Hongarije         | Oost-Duitsland    |
| 1990 | Tsjecho-Slowakije       |  | Zweden            | Sovjet-Unie       | Roemenië          |
| 1993 | Zweden                  |  | Rusland           | Frankrijk         | Zweden            |
| 1995 | IJsland                 |  | Frankrijk         | Kroatië           | Zweden            |
| 1997 | Japan                   |  | Rusland           | Zweden            | Frankrijk         |
| 1999 | Egypte                  |  | Zweden            | Rusland           | Joegoslavië       |
| 2001 | Frankrijk               |  | Frankrijk         | Zweden            | Joegoslavië       |
| 2003 | Portugal                |  | Kroatië           | Duitsland         | Frankrijk         |
| 2005 | Tunesië                 |  | Spanje            | Kroatië           | Frankrijk         |
| 2007 | Duitsland               |  | Duitsland         | Polen             | Denemarken        |
| 2009 | Kroatië                 |  | Frankrijk         | Kroatië           | Polen             |
| 2011 | Zweden                  |  | Frankrijk         | Denemarken        | Spanje            |
| 2013 | Spanje                  |  | Spanje            | Denemarken        | Kroatië           |
| 2015 | Qatar                   |  | Frankrijk         | Qatar             | Polen             |
| 2017 | Frankrijk               |  | Frankrijk         | Noorwegen         | Slovenië          |
| 2019 | Denemarken en Duitsland |  | Denemarken        | Noorwegen         | Frankrijk         |
| 2021 | Egypte                  |  | Denemarken        | Zweden            | Spanje            |
| 2023 | Polen en Zweden         |  | Denemarken        | Frankrijk         | Spanje            |
| 2025 | Den., Kro. en Noo.      |  | Denemarken        | Kroatië           | Frankrijk         |
| 2027 | Duitsland               |  |                   |                   |                   |

## Medaillespiegel
| Plaats | Land              | Goud | Zilver | Brons | Totaal |
| 1      | Frankrijk         | 6    | 2      | 5     | 13     |
| 2      | Zweden            | 4    | 4      | 4     | 12     |
| 3      | Roemenië          | 4    | 0      | 2     | 6      |
| 4      | Denemarken        | 4    | 3      | 1     | 8      |
| 5      | Duitsland         | 3    | 2      | 1     | 6      |
| 6      | Spanje            | 2    | 0      | 3     | 5      |
| 7      | Rusland           | 2    | 1      | 0     | 3      |
| 8      | Kroatië           | 1    | 4      | 1     | 6      |
| 9      | Tsjecho-Slowakije | 1    | 2      | 2     | 5      |
| 10     | Sovjet-Unie       | 1    | 2      | 0     | 3      |
| 11     | Joegoslavië       | 1    | 1      | 4     | 6      |
| 12     | Oost-Duitsland    | 0    | 2      | 2     | 4      |
| 13     | Noorwegen         | 0    | 2      | 0     | 2      |
| 14     | Polen             | 0    | 1      | 3     | 4      |
| 15     | Hongarije         | 0    | 1      | 0     | 1      |
| 15     | Oostenrijk        | 0    | 1      | 0     | 1      |
| 15     | Qatar             | 0    | 1      | 0     | 1      |
| 18     | Slovenië          | 0    | 0      | 1     | 1      |
| Totaal | Totaal            | 29   | 29     | 29    | 87     |